# Henri Alexandre Tessier
Henri-Alexandre Tessier (Angerville, Essonne, 16 de outubro de  1741 - Paris, 11 de dezembro de 1837)  foi um médico e agrônomo francês.